# محوطه کت گولی
محوطه کت گولی مربوط به دوره اشکانیان - دوره ساسانیان است و در شهرستان میانه، بخش کندوان، دهستان گرمه شمالی، ۱ کیلومتری جنوب شرق روستای نی باغی واقع شده و این اثر در تاریخ ۲۷ اسفند ۱۳۸۶ با شمارهٔ ثبت ۲۲۵۵۷ به‌عنوان یکی از آثار ملی ایران به ثبت رسیده است.